# 布拉德利 (伊利諾伊州)
布拉德利（英語：Bradley）是位於美國伊利諾伊州坎卡基縣的一個村落。

## 地理
布拉德利的座標為41°08′47″N 87°51′33″W / 41.14639°N 87.85917°W，而該地最高點為海拔高度195米（即640英尺）。

## 人口
根據2010年美國人口普查的數據，布拉德利的面積為17.89平方千米，當中陸地面積為17.89平方千米，而水域面積為0.00平方千米。當地共有人口15895人，而人口密度為每平方千米888人。